# Ніс

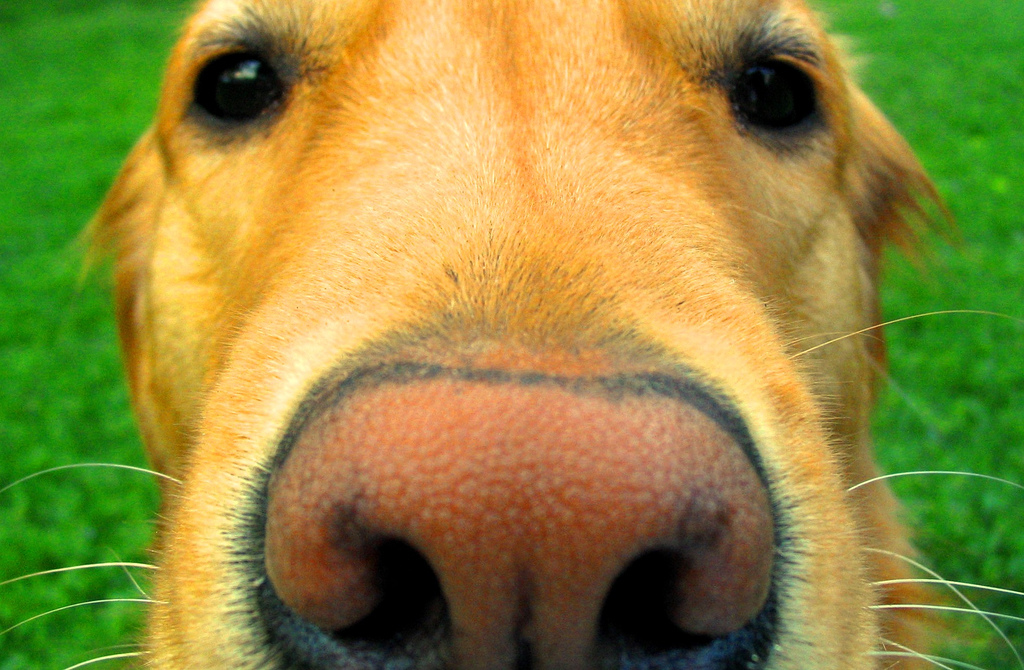
Ніс собаки

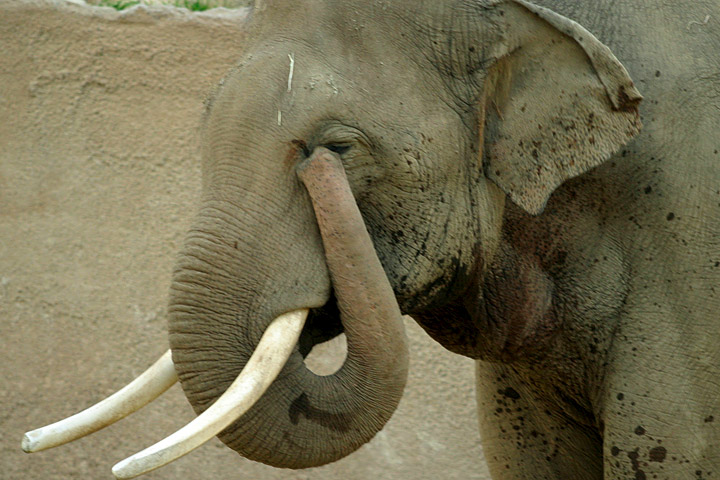
Ніс слона — хобот

Ніс (лат. nasus, дав.-гр. ῥίς) — орган, початковий відділ дихальних шляхів у людей і хребетних тварин, розташований на обличчі (у людини), чи на морді (у тварин), що виконує роль дихання, сприйняття запаху та мовлення. Більша видима назовні частина носа складається з носового хряща. Назовні ніс покритий шкірою. Всередині ніс складається з покручених коридорів з рецепторами. Форма носа багато у чому показує обриси та красу обличчя людей.

## Етимологія
Слово ніс (д.-рус. носъ) має загальноіндоєвропейське походження: прасл. *nosъ виводиться від пра-і.є. *nas- («ніс») і вважається спорідненим з лит. nosis, латис. nass («ніздря»), лат. nasus, санскр. नासा, наса, нім. Nase, англ. nose.

## Ніс людини
Ніс у людини складається з зовнішньої частини, що утворена кістково-хрящовим скелетом і вкрита м'язами й шкірою, та порожнини носа, обмеженої кістками лицевого та частково мозкового черепа, в передньому відділі — хрящами. Вертикальна поздовжня перегородка поділяє порожнину носа на дві майже симетричні половини. Через парні отвори (ніздрі) передній відділ носа сполучається з зовнішнім середовищем, отвори заднього відділу (хоани) ведуть у носоглотку.
Порожнина носа сполучається з придатковими пазухами носа, від ротової порожнини відділена твердим і м'яким піднебінням. Носові раковини (по три на кожній зовнішній стінці) ділять порожнину носа на верхній, середній і нижній носові ходи. Слизова оболонка нюхової частини порожнини носа (верхніх раковин і верхньої частини перегородки) містить нюхові рецептори. У дихальній частині вона вкрита миготливим епітелієм, що виділяє слиз.
У 2004 р. Нобелівським комітетом належно оцінені дослідження Лінди Бак і Річарда Аксела в галузі «вивчення нюхових рецепторів і організації нюхової системи» (власне з розкриття комбінаторної схеми кодування запахів периферійними ланками нюхового аналізатора). Але ця сенсорна система і нині є найменш вивченою. Нюхова слизова оболонка входить до складу носової слизової, в якій функціонально і морфологічно виділяють дві зони: дихальну і нюхову. Нюховий епітелій розташований з боку від головного дихального шляху, тому вдихуване повітря може потрапити до нього шляхом дифузії відносно повільно. Нюховий рецептор являє собою нейрон із довгим тонким клітинним тілом, що оточене опорними клітинами нюхового епітелію, який із прилеглим шаром сполучної тканини утворює слизову оболонку. На поверхні кожної нюхової клітини розташовано 6-12 війок, здатних до миготливих рухів. На їх поверхні розміщені специфічні мембранні рецептори, які зв'язують різні запахові молекули та дозволяють за комбінаторним принципом розрізняти близько 10 тисяч запахів.

## Носовий слиз

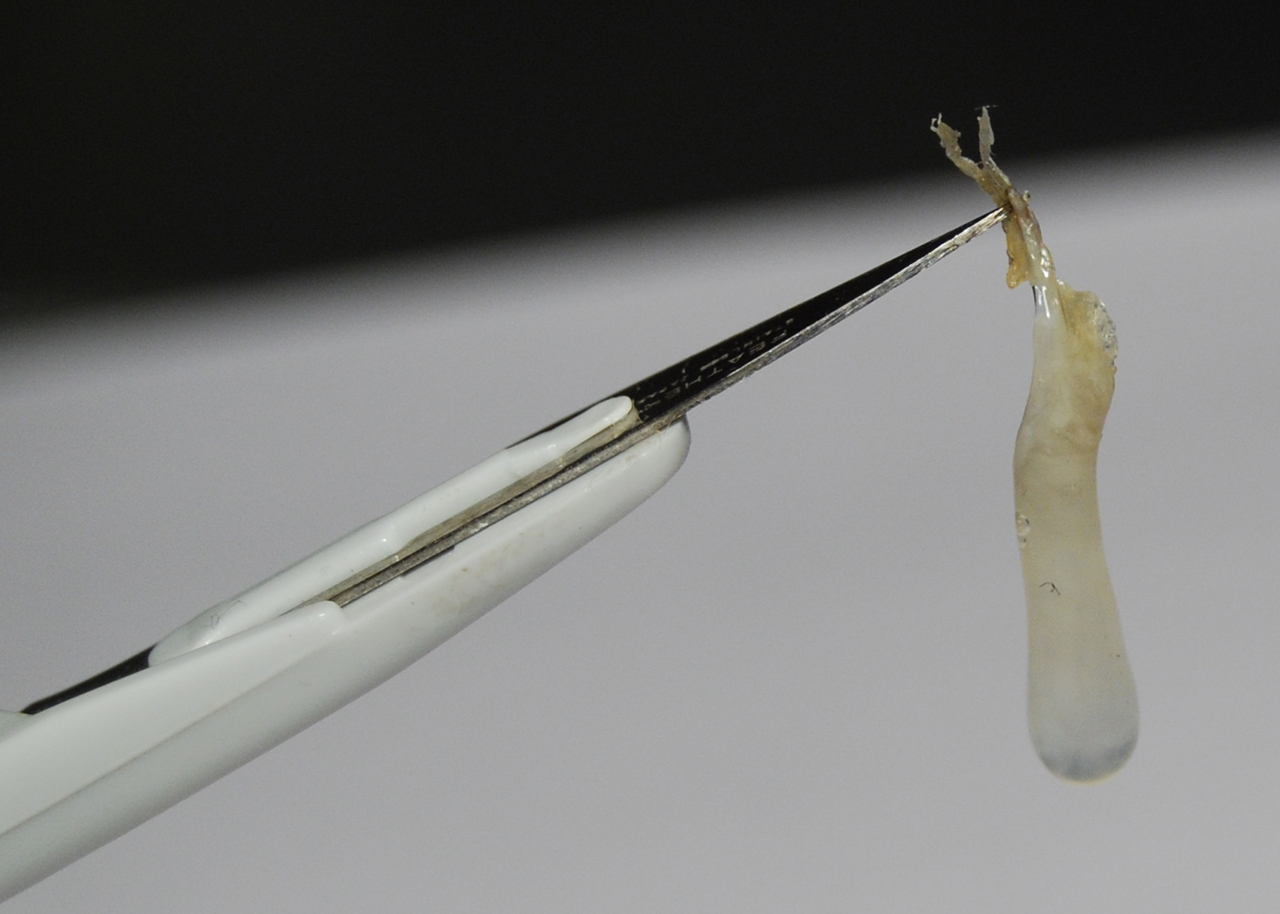
Напівсухий носовий слиз.

Носови́й слиз (розм. соплі, шмарклі) — слиз, що виділяється в носі. При застуді, алергії або при охолодженні (замерзанні) носа виділення слизу збільшується. Надмірне виділення муконазального секрету, що супроводжує запалення слизової порожнини носа, називається нежитем. При великому нежитю муконазальний секрет стікає по задній стінці носоглотки.
Носовий слиз виділяється залозами слизової оболонки порожнини носа, служить для зволоження вдихуваного повітря і зв'язування пилу що вдихається; також слиз має антисептичні властивості.
До складу носового слизу входять: вода, хлорид натрію, муцин, клітини епітелію.
При надмірному виділенні муконазального секрету потрібно очищення носа за допомогою форсованого видиху через нього (сякання), іноді — застосування лікарських засобів (антіконгестанти, антигістамінні препарати та інші).

## Типи носів
- Хобот — ніс, довжиною до 2.5 м.
- Рило — ніс, що зустрічається у тварин родини свиневі, де верхня губа з'єднана з рилом.

## Захворювання носа
Захворювання носа вивчає наука оториноларингологія.

### Захворювання
- Абсцес носової перегородки
- Гематома носової перегородки
- Сторонні тіла носа
- Викривлення носової перегородки
- Носова кровотеча
- Опіки і відмороження носа
- Гостре запалення лобової пазухи, або гострий фронтит
- Гострий нежить (риніт)
- Поліпозний риніт
- Травми носа
- Фурункул носа
- Хронічний нежить (хронічний риніт)
- Гайморит
- Гострий гайморит
- Хронічний гайморит

## Ніс в антропології
Розміри й форма зовнішнього носа є важливою діагностичною ознакою в антропологічних дослідженнях, тому що відрізняються високою мінливістю: расовою, віково-статевою, індивідуальною.
Форма носа зумовлена будовою як його кісткової основи, так і хрящів та м'яких тканин. Кістковий скелет утворений лобовими відростками верхньощелепних кісток і носовими кісточками; хрящової — складається з декількох хрящів: непарний хрящ перегородки носа доповнює кісткову перегородку м'якого носа; передній край цього хряща значною мірою визначає форму спинки носа. У бічних стінках, доповнюючи їх кісткову основу, лежать бічні хрящі; в товщі крил розташовані крилові хрящі, в крилах носа і в бічних стінках закладені маленькі, неправильної форми придаткові та сесамоподібні хрящі. Форма носа визначається формою окремих його елементів: перенісся, спинки, крил, кінчика і ніздрів.

### Носовий показник
Для расової діагностики особливу цінність представляють не стільки абсолютні розміри носа (довжина і ширина), скільки їх процентне співвідношення — носовий показник.
Носовий показник (процентне відношення ширини до довжини при вимірюванні довжини від точки назіон — див. Краніометричні точки) варіює по групах від 60 до 110; індивідуальні варіації ще ширші. Для носового показника прийнята наступна рубрикація:
- Лепторінія — до 69,9 (вузький високий ніс);
- Мезорінія — 70,0-84,9 (середній);
- Хамерінія — 85,0-99,9 (низький широкий);
- Гіперхамерінія — вище 100,0.

Найвираженіша лепторінія зустрічається у ряду європейських груп, у ескімосів; широконосих характерна для негрів, меланезійців, пігмеїв Африки, австралійців, тасманійців. У жінок, в середньому, при менших абсолютних розмірах ніс відносно ширший, ніж у чоловіків.

### Адаптація носа і його функції
У антропологічній літературі вказується на зв'язок носового індексу з кліматом: на поширення лепторінових форм в холодному і сухому кліматі, хамерінових — в жаркому і вологому кліматі. Дійсно, між картою розподілу носового показника по земній кулі та картою температури й вологості є значні збіги.
Мабуть, в процесі формування антропологічних ознак відносна ширина носа мала деяке адаптивне значення, адже сильніше виступання з площини особи кісткового носа відрізняє людину від інших приматів, виконуючи наступні функції:
- Обігрівання потоку холодного повітря при носовому диханні (без чого мозок людини та носоглотка піддавалися б надмірному охолодженню) і збереження цього теплого повітря;
- Грає роль фільтра, затримує пил і мікроорганізми за допомогою слизової оболонки й волосків;
- Грає роль резонатора голосу, надаючи йому звучність та індивідуальний тембр;
- Загальна функція для носів всіх тварин — розпізнавання запахів за допомогою нюхових клітин, розташованих у слизовій оболонці.

Не виключена можливість, що розміри та сильне виступання зовнішнього носа мали певне значення в порівняно високогірних областях, де деяка розрідженість повітря вимагала великої площі носового отвору, а низька температура сприяла збільшенню об'єму носового входу як зігрівальної камери.

## Ніс у культурі

### Пам'ятники
- Пам'ятник носу Гоголя (Київ)

### Прислів'я та приказки
Ніс вживається у переносному чи метафоричному значенні в українських приказках та прислів'ях.
- Закрутило в носі — щось не сподобалося
- Аж носом баньки дме — дуже, надто
- Бити в ніс — гостро відчуватися (про запах)
- Задирати носа — відвертатися від когось, зневажати
- Кирпу гнути — поводитися зарозуміло, задаватися

### Прозові твори
- «Ніс» — новела Акутаґави Рюносуке, яка у 1916 році отримала дуже гарну оцінку від авторитетного письменника Нацуме Сосекі, завдяки чому Акутаґава стрімко увійшов до літературного світу Японії.
- «Ніс» — повість Миколи Гоголя.
- Піноккіо, Буратіно

### Музикальні твори
- Опера Дмитра Шостаковича «Ніс».

### Кіно
- «Ніс» — радянський художній фільм режисера Ролана Бикова за мотивами однойменної повісті Миколи Васильовича Гоголя.

## Цікаві факти
- Відомий вислів «залишитися з носом» не має стосунку до цього органа. Словом «ніс» (від «носити», «приносити») називали підношення, з яким прохач звертався до посадових осіб. Якщо йому відмовляли, дар залишався неприйнятим, і про невдатного прохача казали, що він «залишився з носом».

## Галерея

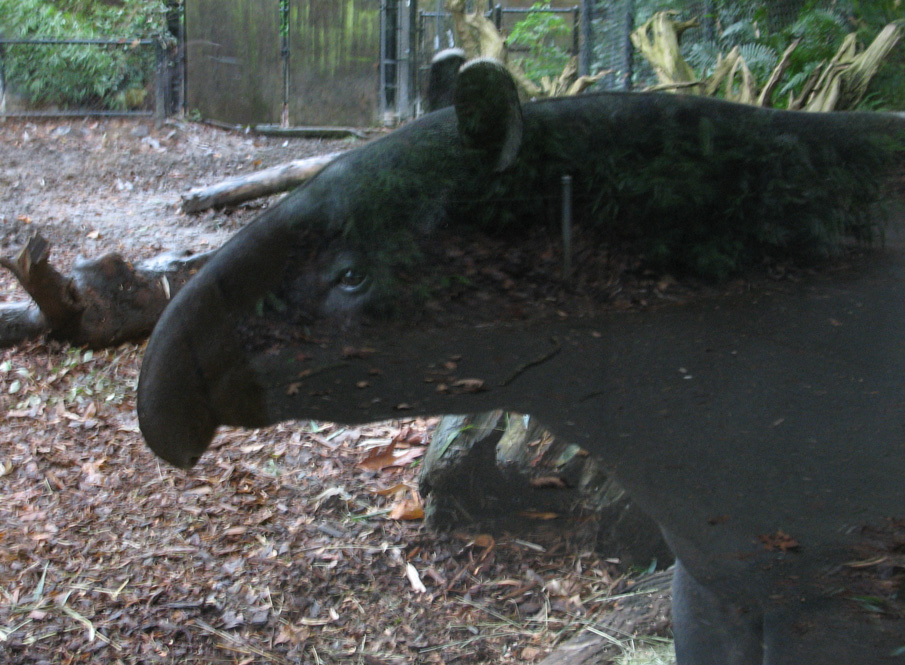
Ніс тапіра.
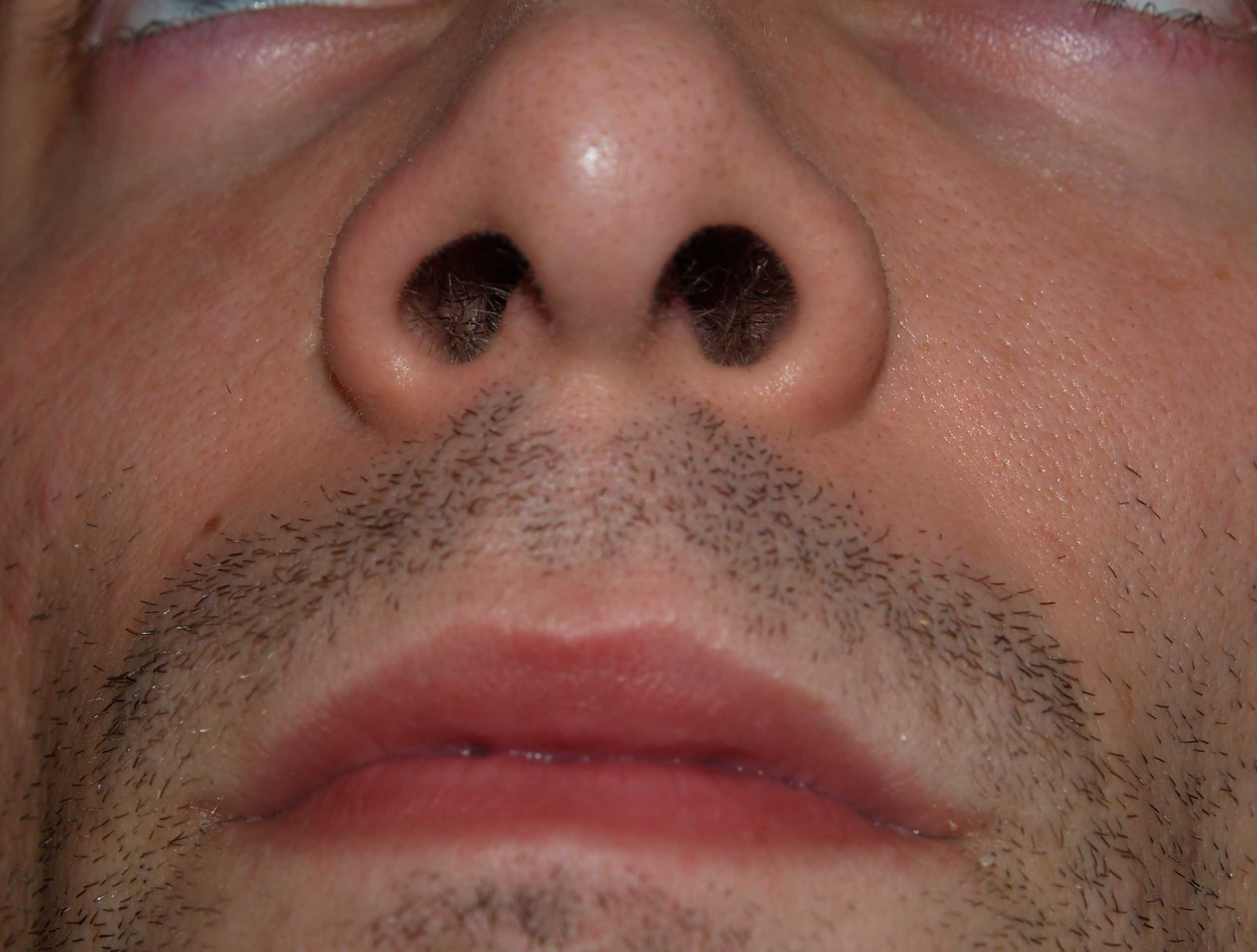
Ніздрі носа людини
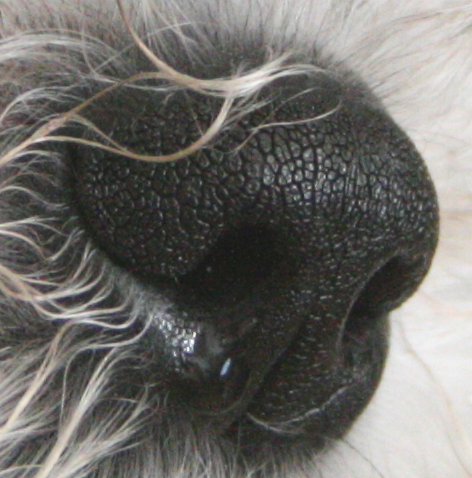
Носи собак дуже чутливі.
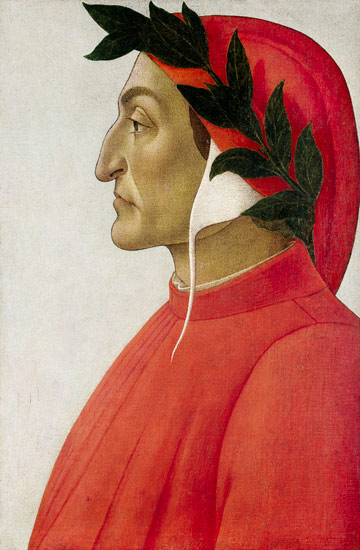
Данте Аліґ'єрі.
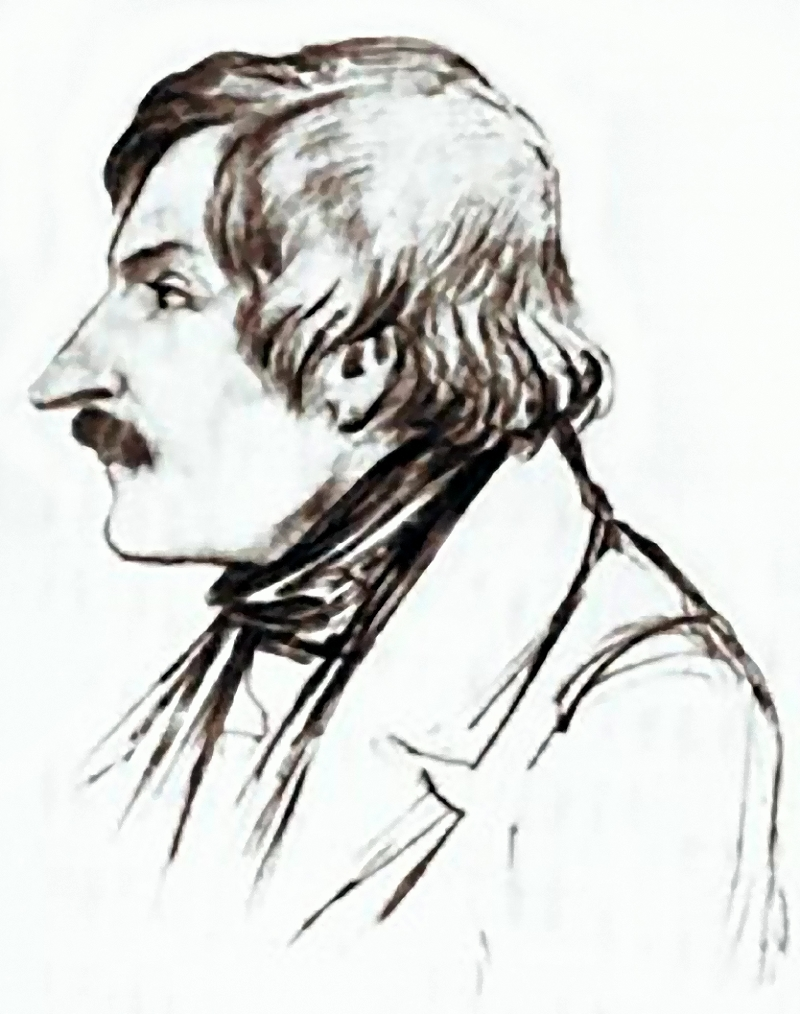
Портрет Миколи Гоголя.
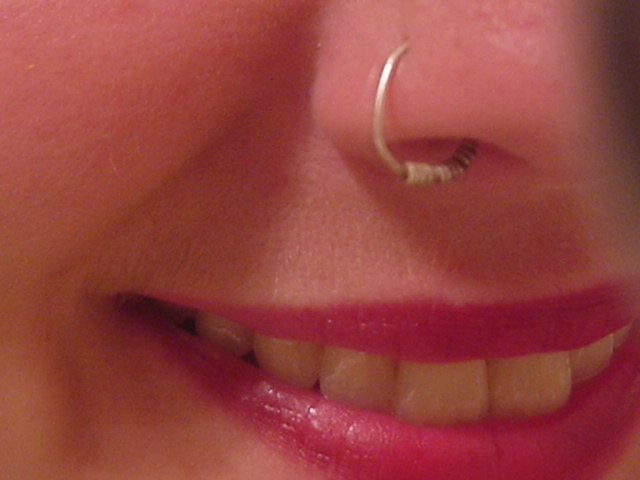
Пірсинг у носі людини.